# بريغاديرو
البريگاديرو (بالبرتغالية: brigadeiro) كرة من الحليب المكثف والشوكولاتة وهو نوع من الحلويات في المطبخ البرازيلي. البريغاديرو شائع في كافة أنحاء البلد، وهو موجود في كل حفلات أعياد الميلاد، إلى جانب أنواع أخرى من الحلويات البرازيلية مثل الكاجوزينيو والبيجينيو.

## مكونات
مكونات البريغاديرو هي: 
- حليب مكثف
- مسحوق الكاكاو
- زبدة
- رشات الشوكولاتا

## معرض الصور

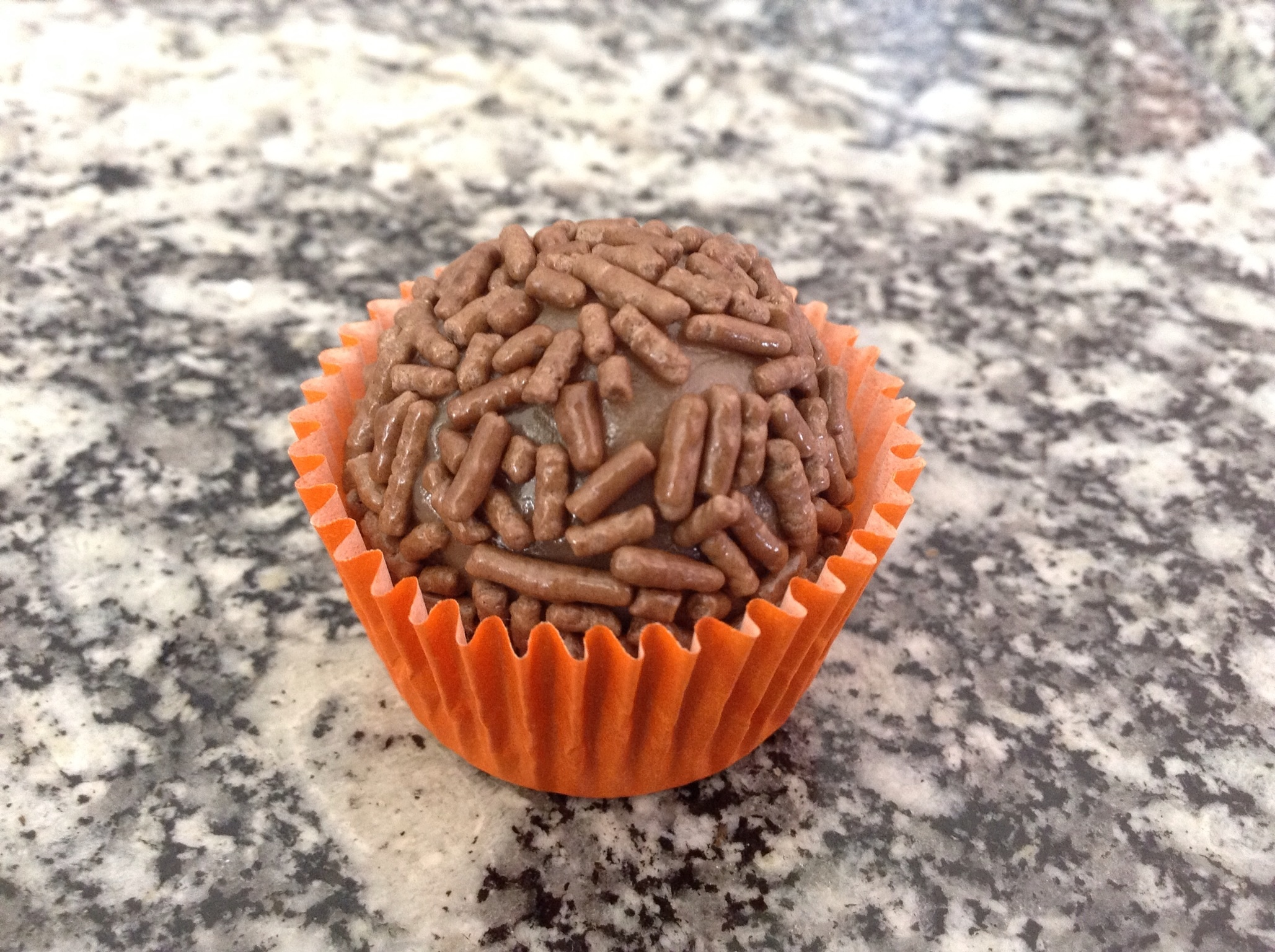
شوكولاتة بريغاديرو عادية
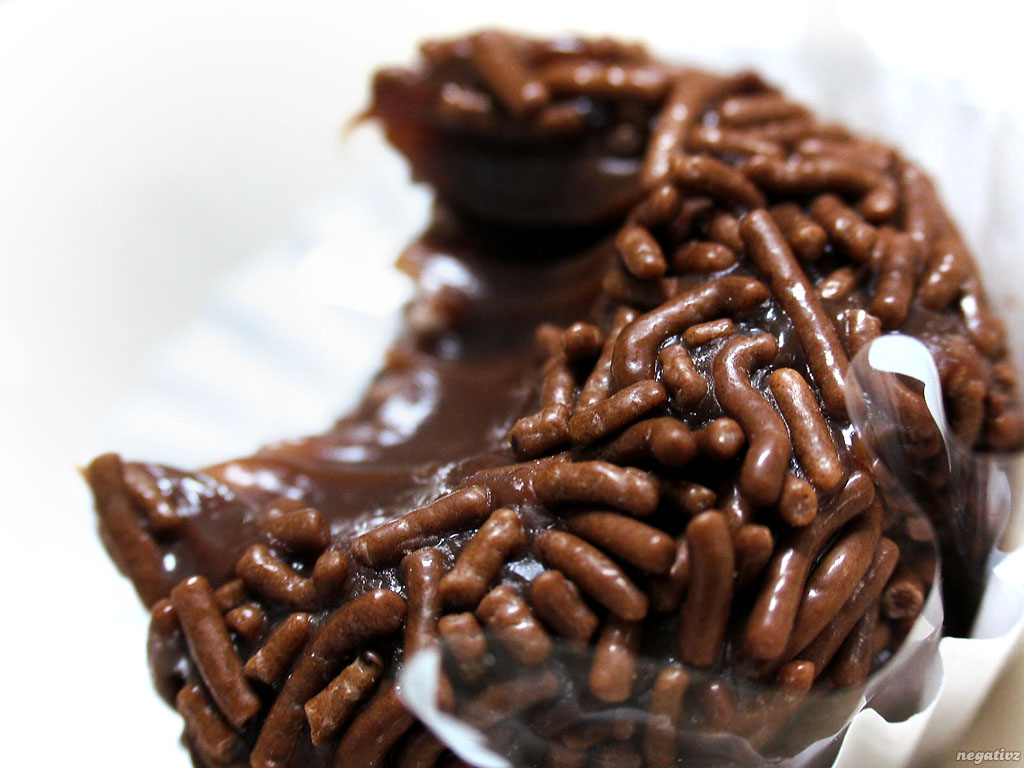
صورة مقربة لها
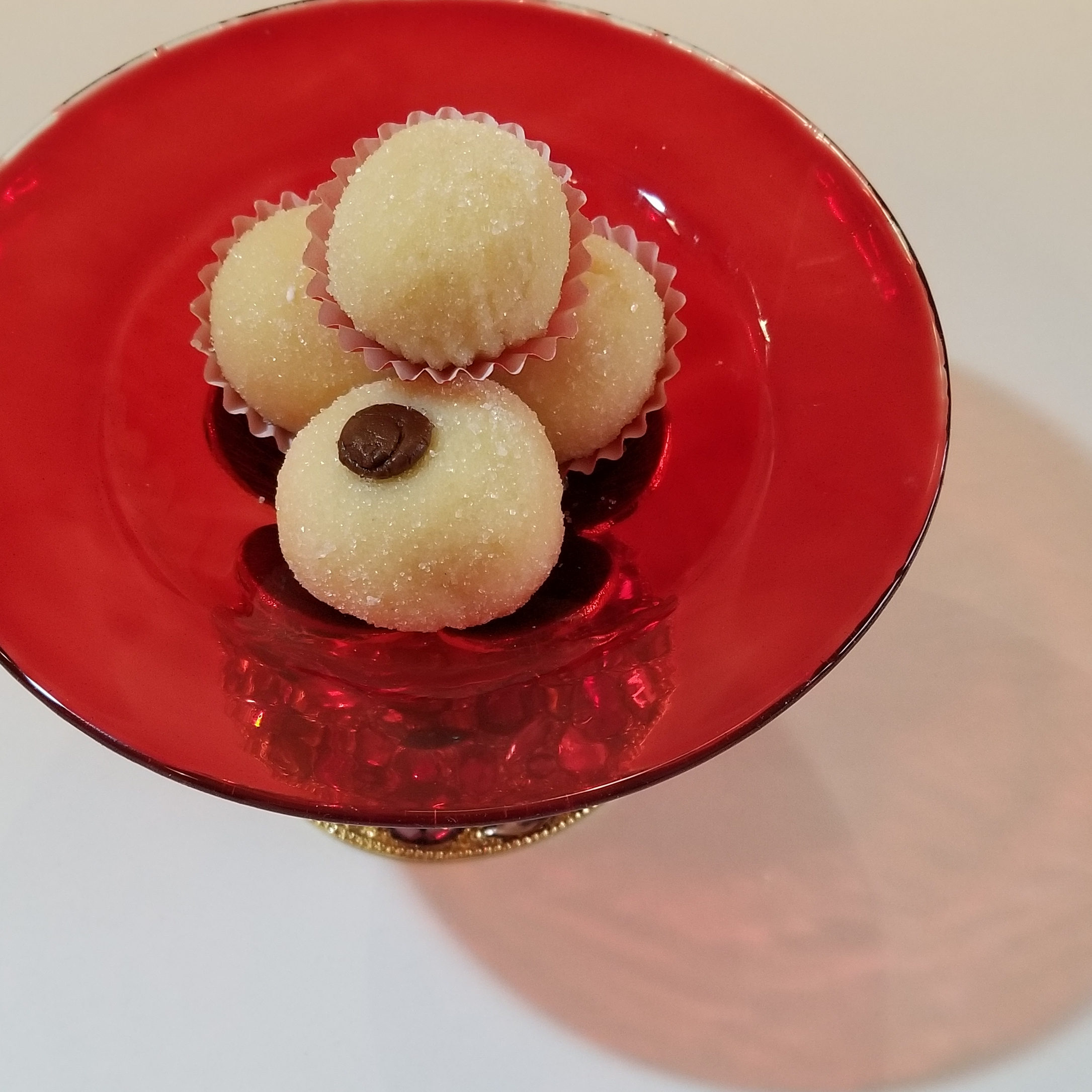
شوكولاتة بريغاديرو بيضاء
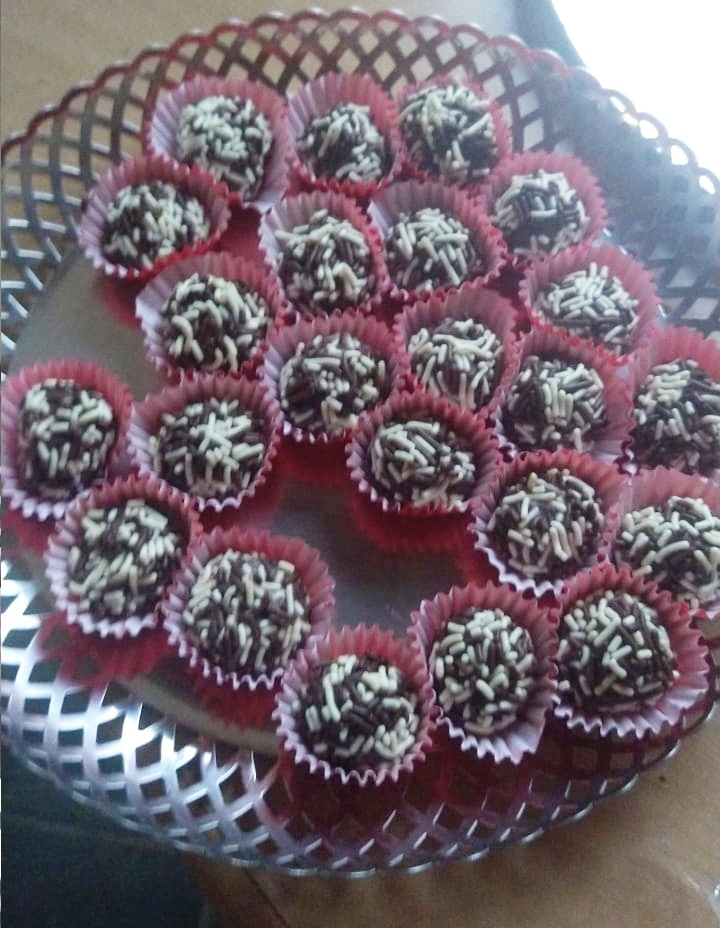
البريغاديرو مع رشات
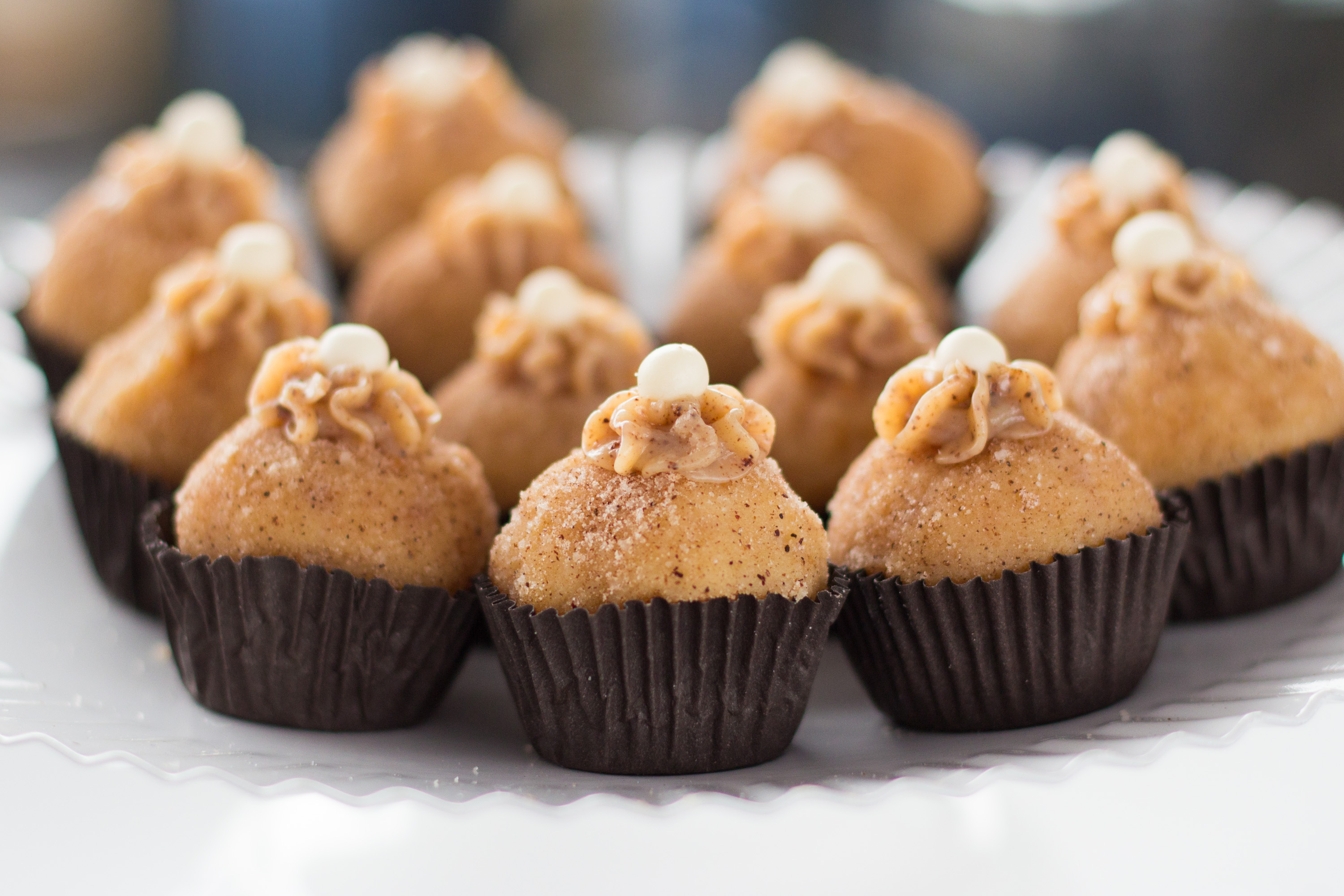
بريغاديرو بالموز
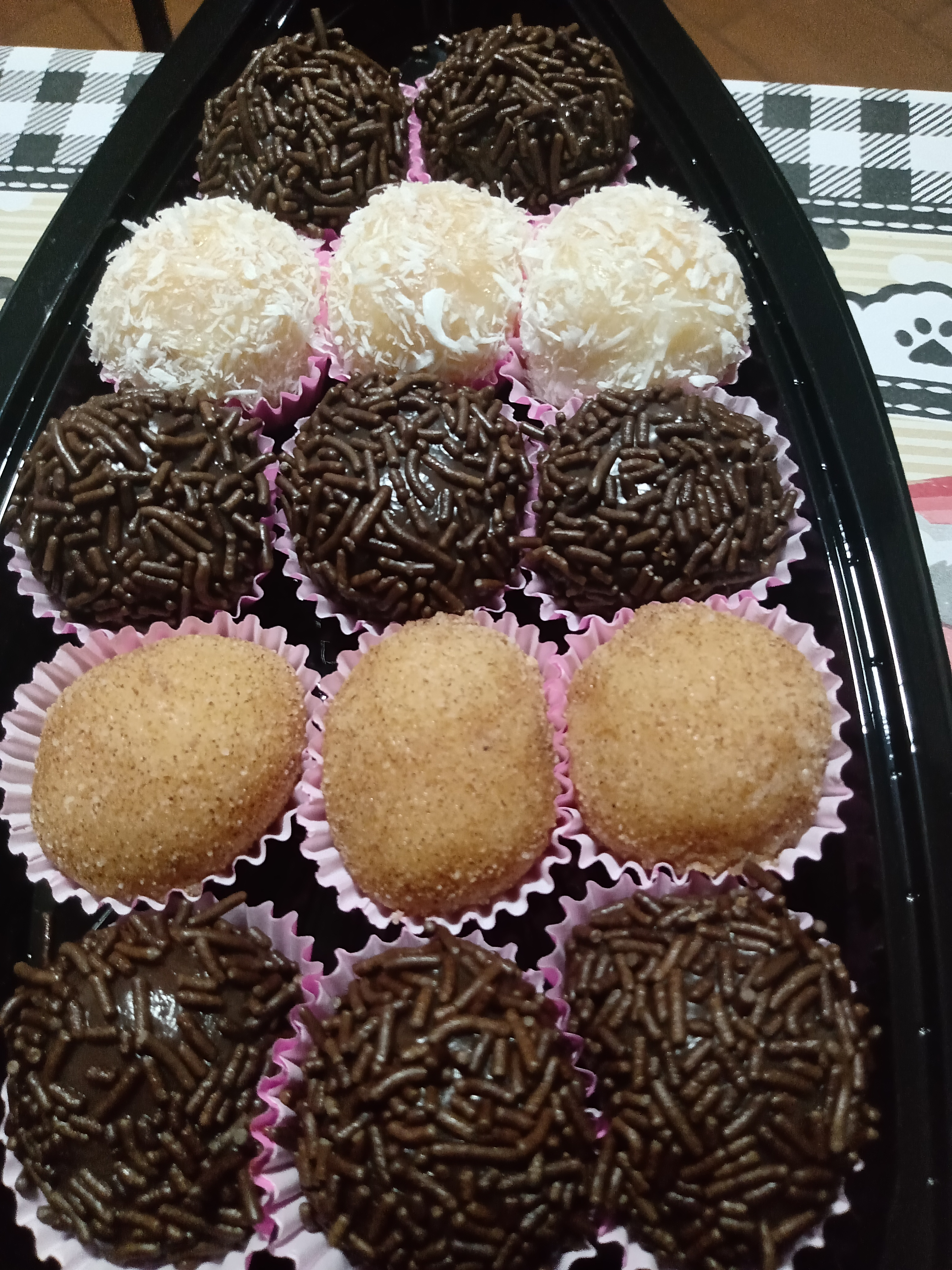
مجموعة متنوعة من نكهات البريغاديرو